# Zeppelin (film)
Pour les articles homonymes, voir Zeppelin (homonymie).
Pour plus de détails, voir Fiche technique et Distribution.
Zeppelin est un film d'espionnage britannique réalisé par Étienne Périer, sorti en 1971.

## Synopsis
Durant la Première Guerre mondiale, des soldats allemands tentent, à l'aide d'un zeppelin, de voler la Magna Carta cachée dans un château écossais.

## Fiche technique
- Titre : Zeppelin
- Réalisation : Étienne Périer
- Scénario : Arthur Rowe et Donald Churchill
- Photographie : Alan Hume
- Montage : John Shirley
- Musique : Roy Budd
- Producteurs : Owen Crump, J. Ronald Getty
- Société de production : Getty & Fromkess Corporation
- Société de distribution : Warner Bros.
- Pays d'origine :  Royaume-Uni
- Langue : Anglais
- Format : Couleur (Technicolor) — 35 mm — 2,35:1 — Son : Mono
- Genre : Film dramatique, Film d'aventure, Film de guerre, Film d'espionnage
- Durée : 100 minutes
- Date de sortie : Avril 1971  Royaume-Uni
- Affiche : Raymond Elseviers (Belgique)

## Distribution
- Michael York (VF : Bernard Murat) : Lieutenant Geoffrey Richter-Douglas
- Elke Sommer : Erika Altschul
- Peter Carsten : Major Tauntler
- Marius Goring : Professeur Altschul
- Anton Diffring : Colonel Hirsch
- Andrew Keir (VF : André Valmy) : Commandant Von Gorian
- Rupert Davies (VF : Georges Atlas) : Capitaine Whitney
- Alexandra Stewart : Stephanie
- William Marlowe : Anderson
- Richard Hurndall : Blinker Hall
- Michael Robbins : le sergent
- Clive Morton : Lord Delford
- Gary Waldhorn : Harlich
- Alan Rothwell : Brandner
- Ronald Adam : le Premier ministre
- Ruth Kettlewell : Mme Parker
- Ray Lonnen : Sergent Grant
- George Mikell : Officier allemand